# Niels H. Hoffmeyer
Niels Henrik Cordulus Hoffmeyer (født 3. juni 1836 i København, død 16. februar 1884 samme sted, gift med Louise Hauberg 1866) var en dansk officer og meteorolog; grundlægger af Danmarks Meteorologiske Institut. Han var søn af Andreas Brock Hoffmeyer, der ligeledes var officer og tillige medlem af Femte Juni-bevægelsen, og bror til Julius Hoffmeyer.
Niels Hoffmeyer blev uddannet på Landkadetakademiet og blev sekondløjtnant i 1853, artilleriofficer og premierløjtnant i 1863. Blev hjemsendt fra Slesvig i 1864 pga. sygdom med rang af kaptajn. Hoffmeyer tog til Frankrig, hvor han studerede jernfabrikation. Nogenlunde samtidigt udbredes telegrafen for alvor, og kombineret med hans matematiske evner og hans tilbagevenden til Danmark og et job i Krigsministeriet, indså Hoffmeyer, at det kunne udnyttes til at indsamle og systematisere meteorologiske observationer og dele dem med andre lande, så man på kort tid kunne danne sig et overblik. Og ikke mindst lave statistik over disse informationer.
Efter at være blevet udnævnt til at oprette og bestyre Danmarks Meteorologiske Institut under Marineministeriet (med lejede lokaler i Navigationsskolen i Havnegade i København) opfandt Hoffmeyer de synoptiske kort, hvorpå man indtegnede alle målinger over Nordeuropa, hvorved et tydeligt billede af vejret over store områder fremkom og ikke mindst gjorde det muligt at forudsige vejret bedre end før.
Han blev Ridder af Dannebrog 1878.
Han er begravet på Assistens Kirkegård.